# Evangelische Kirche (Neu-Berich)

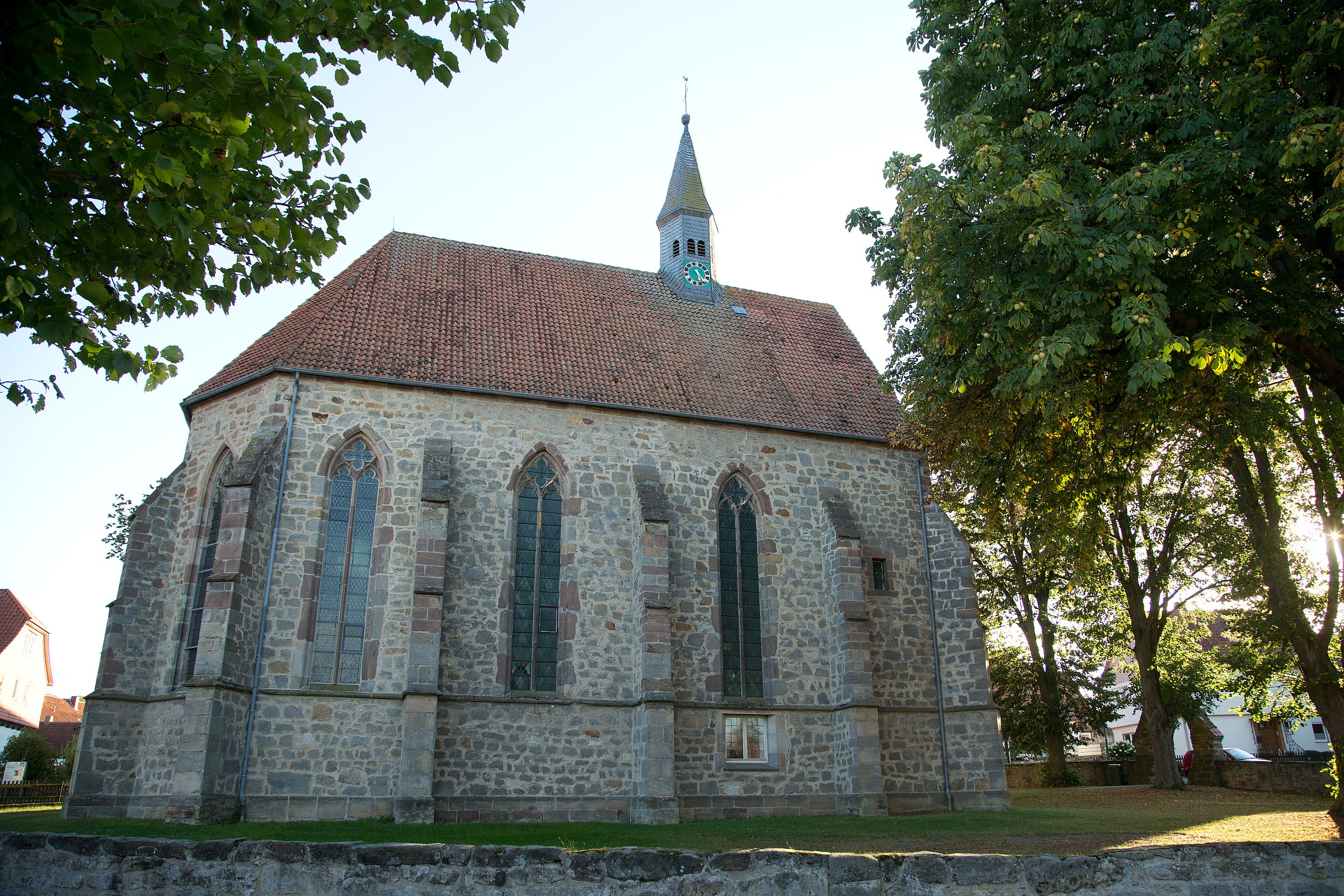
Evangelische Kirche in Neu-Berich

Die evangelische Kirche Neu-Berich ist ein denkmalgeschütztes Kirchengebäude im Stadtteil Neu-Berich von Bad Arolsen im Landkreis Waldeck-Frankenberg in Hessen. Die Kirchengemeinde gehört zum Kirchenkreis Twiste-Eisenberg im Sprengel Marburg der Evangelischen Kirche von Kurhessen-Waldeck.

## Beschreibung
In den Jahren 1912 bis 1914, vor dem Einfluten des Edersees, wurde die Kirche des ehemaligen Klosters Berich, die ab 1544 als evangelische Kirche genutzt wurde, zum Teil abgetragen und im neuen Dorf Neu-Berich in alter Form, jedoch um zwei Joche verkürzt, wieder aufgebaut. Die Steine um die Fenster und um das Portal wurden bei der neuen Kirche wiederverwendet, ebenso die Türen, die Fenster und die Orgel. Die Wände aus Bruchsteinen der Saalkirche, die einen Chor mit dreiseitigem Schluss hat, werden von Strebepfeilern gestützt, zwischen denen sich Maßwerkfenster befinden. Im Chorpolygon sind Glasmalereien vorhanden. Aus dem Satteldach des Kirchenschiffs erhebt sich ein quadratischer, schiefergedeckter, mit einem spitzen Helm bedeckter Dachreiter, der den Glockenstuhl und die Turmuhr beherbergt.
In der Mitte des Altarretabels des um 1520 gebauten spätgotischen Flügelaltars aus der alten Klosterkirche wird Maria zwischen der heiligen Katharina und der heiligen Margareta dargestellt. Auf den bemalten Flügeln sind die Geburt Christi, die Anbetung der Könige, die Kreuzigung und die Kreuzabnahme zu sehen.